# Tom Crean (rugby à XV)
Pour les articles homonymes, voir Tom Crean (homonymie) et Crean.

a Compétitions nationales et continentales officielles uniquement.

b Matchs officiels uniquement.
Thomas Joseph Patrick Crean, né le 19 avril 1873 au Morrison's Hotel, 1 Dawson Street, à Dublin et mort le 25 mars 1923, est un joueur de rugby à XV sélectionné en équipe d'Irlande au poste d'avant.

## Biographie
Tom Crean évolue avec le club de Wanderers Rugby Football Club à Dublin. Il dispute son premier test match le 3 février 1894 contre l'Angleterre et son dernier contre le pays de Galles le 14 mars 1896. Il remporte le Tournoi britannique de rugby à XV 1894 et 1896. Il joue également quatre test matches avec les Lions britanniques en 1896 en Afrique du Sud. 
À la fin de la tournée, Tom Crean reste en Afrique du Sud pour intégrer le service de l'hôpital de Johannesburgh où il gagne confortablement sa vie. En 1899, au début de la seconde guerre des Boers, Crean s'engage dans les Imperial Light Horse. Le 18 décembre 1901, il prend part à un combat à Tygerskloof pendant la seconde guerre des Boers. Il fait preuve d'un grand courage. Bien que blessé lui-même, il continue à porter secours aux blessés sous le feu, jusqu'à être atteint une seconde fois à l'abdomen. Pour cet acte de bravoure, le médecin âgé de 28 ans reçoit la croix de Victoria ou Victoria Cross, la distinction militaire suprême de l'armée britannique.

## Palmarès
- Vainqueur des tournois britanniques en 1894 et 1896.

## Statistiques

### En équipe d'Irlande de rugby à XV
- Neuf sélections
- 6 points (2 essais)
- Sélections par années : 3 en 1894, 3 en 1895, 3 en 1896.
- Trois tournois britanniques disputés : en 1894, 1895 et 1896.

### Avec les Lions britanniques
- Quatre sélections
- 3 points (1 essai)
- Sélections par année : 4 en 1896.